# Ротшильд, Альфонс Джеймс де
Альфонс Джеймс де Ротшильд, барон (англ. Alphonse James de Rothschild; 1 февраля 1827 — 26 мая 1905) — французский финансист, владелец виноградников, меценат, представитель французской ветви Ротшильдов.

## Биография
Родился 1 февраля 1827 году в Париже.
За три месяца до того, как умер их отец Джеймс Майер Ротшильд (в 1868 году), Альфонс и его брат Гюстав убедили отца купить виноградник Шато Лафит. После смерти отца Альфонс и Гюстав унаследовали виноградник, который стал носить имя Шато Лафит-Ротшильд. По сей день виноградник остается в семействе Ротшильдов.
С 1869 года был президентом Центральной консистории Франции.
Умер 26 мая 1905 года.

### Семья
- Жена — Леонора де Ротшильд (1837—1911), поженились в 1857 году. Дети:
  - Беттина Каролина (1858—1892)
  - Лайонель Джеймс Майер (1861—1861)
  - Шарлота Беатриче (1864—1934)
  - Эдуард Альфонс Джеймс (1868—1949)

## Интересный факт
Альфонс де Ротшильд в своих политических взглядах был убеждённым орлеанистом, пока его близкий друг Леон Сэй не убедил его начать оказывать поддержку правительству Тьера, а впоследствии Республике. В течение своей жизни, Альфонс де Ротшильд собрал огромную коллекцию произведений искусства, был страстным коллекционером голландских мастеров. В 1885 году он был избран членом французской Академии изящных искусств.

## Награды
- Кавалер Ордена Почётного легиона.